# 晋冀鲁豫边区政府旧址
晋冀鲁豫边区政府遗址位于河北省邯郸市涉县西北索堡镇弹音村。

## 概述
抗日战争结束后，中共重组根据地和成立新的中央局的战略大调整，成立中共晋冀鲁豫中央局和晋冀鲁豫军区，与抗战时期成立的晋冀鲁豫边区政府同驻河北省涉县。1948年，驻邯郸的党政军等机关迁入西柏坡，1948年9月1日边区政府撤销。
晋冀鲁豫边区政府旧址位由边区政府办公室旧址、高等法院旧址、大小食堂旧址、府仓院旧址和杨秀峰旧居、戎伍胜旧居、教育厅厅长旧居等8处院落组成。1942年2月，晋冀鲁豫边区政府迁到弹音村，杨秀峰、戎伍胜等在此居住达3年之久。边区政府旧址办公室，坐北朝南，占地面积为759平方米，由正房、戏台、西屋等建筑组成。8处旧址中，除杨秀峰旧居于2002年改建外，其余均保持了厚状。2013年公布为全国重点文物保护单位。